# Angela Cavagna
Angela Cavagna, née à Gênes le 6 juin 1966, est une animatrice de télévision et chanteuse italienne.

## Biographie
Angela Cavagna est diplômée en danse classique de l'Académie Grace Kelly dirigée par Marika Besobrasova à Monte-Carlo.

## Carrière

### Télévision
- 1988 : Trisitors
- 1990-1992 : Striscia la Notizia
- 1991 : Il TG delle vacanze
- 1993-1994 : Detto tra noi
- 1995-1996 : Guida al campionato
- 2002 : Unomattina (2002)
- 2006 : La fattoria 3 (2006)

### Discographie
Disques
- 1990 : Sex is movin'
- 1992 : Io vi curo

Chansons
- 1989 : Dynamite
- 1990 : Easy Life

### Filmographie
- 1996 : Chiavi in mano de Mariano Laurenti